# Solana Pag
Solana Pag hrvatska je tvrtka registrirana za industrijsko dobivanje morske soli sa sjedištem u gradu Pagu. U privatnom je vlasništvu, a bavi se proizvodnjom, preradom, oplemenjivanjem, pakiranjem, skladištenjem i trgovinom morske soli. Ta je sitna morska sol upisana u registar zaštićenih oznaka izvornosti i zemljopisnog podrijetla hrvatskih proizvoda pod nazivom Paška sol.

## Osnivanje i temeljni podatci
Premda tradicija dobivanja soli u Pagu ima tisućljetnu povijest, današnji oblik tvrtke, kao društva s ograničenom odgovornošću, registriran je 2023. godine. Spada u veće poslovne subjekte u Zadarskoj županiji po ukupnom prihodu i broju zaposlenih u domeni prerađivačke industrije. U 2023. godini ostvarila je povećanje ukupnih prihoda od 2,2 % u odnosu na prethodnu godinu.
Proizvodnja morske soli odvija se na tradicionalni način isparavanjem morske vode u velikim plitkim bazenima, koji se protežu na jugoistočnom kraju 22,5 kilometara dugog i razmjerno plitkog Paškog zaljeva, pri čemu je površina svih bazena oko 225 hektara. Nataložena sol se nakon isušivanja bazena prikuplja na veće ili manje hrpe i dalje transportira na preradu i u stovarište.        

## Povijest
Nema dostupnih podataka o početcima proizvodnje soli na Pagu, ali se to vjerojatno dogodilo u starorimsko doba, kada su ovdje Rimljani pokorili liburnska plemena. Dokumentirani zapis, i to jedna oporuka, koji govori o dobivanju soli u gradu Pagu potječe iz godine 999. Kasnije ima više dokumenata u kojima se navode podatci o proizvodnji soli iz kojih saznajemo da je na otoku Pagu postojalo više solana (u Dinjiškoj,  Povljani, Staroj Novalji i Vlašićima).
U doba Mletačke Republike manje su solane na njezinom teritoriju na sjeveroistočnoj obali Jadranskog mora zatvorene, kako bi se lakše kontrolirala proizvodnja važnog artikla kakav je bila morska sol. Solana u Pagu bila je među onima koje su ostale aktivne i imala je određenu vrstu monopola i povlastice u svojoj branši. U razdoblju kada je solana spadala pod vlast Habsburške Monarhije došlo je do povećanja bazenskih kapaciteta i proizvodnje oko 6000 tona soli godišnje. Poslije Drugog svjetskog rata površina solane još je više povećana (na 170 hektara) te se godišnje dobivalo oko 10 000 tona soli.
Paška solana danas je najveći proizvođač morske soli u Hrvatskoj, s godišnjom proizvodnjom od približno 18 000 tona, što najviše ovisi o meteorološkim uvjetima. Druge dvije solane, Ninska i Stonska, veličinom proizvodnih kapaciteta i količinom dobivene soli značajno su manje. 